# Moung Ruessei
Moung Ruessei es uno de los trece distritos que forman la provincia camboyana de Battambang, con una población estimada en marzo de 2008 de 112 704 habitantes. Está dividido en las siguientes  comunas (khum), que se muestran asimismo con población estimada de 2008:
- Chrey 11,183
- Kakaoh 11,898
- Kear 15,976
- Moung 15,405
- Prey Svay 13,753
- Prey Touch 10,041
- Robas Mongkol 11,912
- Ruessei Krang 14,027
- Ta Loas 8,509[1]